# 舒禮鑑
舒禮鑑（1878年?—？）字湜生，湖南长沙县人，清朝及中华民国政治人物。

## 生平
他是清朝附贡生。毕业于湖北仕学馆。派为湖北候补知县、候补道。历充土膏税局、善后、牙釐、统捐等局专办委员，度支公所机要税捐等科科长。
1911年武昌起义爆发后，他参加鄂军都督府，任内务局局长。同年农历八月二十六日（1911年10月17日），鄂军都督黎元洪在武昌阅马场登祭坛举行祭天誓师大典，黎元洪念诵了两湖师范学堂学生张樾起草的《誓词》，以及舒禮鑑起草的《祭告天地文》。
中华民国成立后，他历任国务院秘书、金陵关监督、约法会议议员，获授二等嘉禾章。其间，1913年他在湖南发起成立孔道会，后来该会与孔教会合并。袁世凯称帝时，汤化龙曾先后派黄葆昌、舒礼鉴、陈裕时等人往来于上海和长沙，策动汤芗铭独立反袁。
后来他曾经加入1946年创立的中国民主社会党，和黄维国、向构父等人均为湖南的中国民主社会党代表人物。